# Asociación General de los Adventistas del Séptimo Día
La Asociación General de los Adventistas del Séptimo Día, abreviada usualmente como Asociación General, es la más alta unidad organizacional en la administración de la Iglesia Adventista del Séptimo Día, dirigiendo las operaciones de dicha iglesia en todo el mundo. Su sede está ubicada en Silver Spring, Maryland, Estados Unidos.
La Asociación General de los Adventistas del Séptimo Día pertenece a la Unión de Iglesias Cristianas Adventistas del Séptimo Día.

## Estructura general
La Asociación General está en el nivel administrativo superior de la iglesia, con múltiples niveles de organización subordinados. Cada nivel está organizado con una forma representativa de gobierno constituida por el nivel inferior, con la iglesia local (cuerpo organizado de creyentes individuales) como el nivel base. Por ejemplo, los miembros individuales de una iglesia local pueden elegir a la mayoría de sus líderes. Cada uno de esos miembros, sin embargo, no pueden votar para elegir a los miembros del siguiente nivel (la Asociación de Iglesias). Sino que, este proceso es usualmente llevado a cabo a través de la designación de un delegado por cada iglesia, quienes elegirán a dichos líderes. Por lo tanto, el sistema de gobierno no es representativo en todos los aspectos al considerar más de dos niveles organizativos adyacentes.
En la cúspide de la organización, la Asociación General elige el Comité Ejecutivo y los oficiales que gobernarán la iglesia hasta la siguiente Sesión de la Asociación. Existen seis niveles de estructura eclesiástica hasta la organización de la iglesia mundial:
1. Los creyentes individuales.
2. La iglesia, conformada por sus miembros.
3. La asociación o misión/campo local, que consiste en un número de iglesias locales en un área determinada (generalmente iglesias en el territorio de un estado, provincia o región)
4. La unión-asociación o unión-misión, que consiste en un número de asociaciones locales.
5. La división, que consiste en un número de uniones.
6. La Asociación General, la cual consiste en todas las divisiones del mundo. Sin embargo, cuando se lleva a cabo una sesión de la Asociación General para la elección de sus líderes, delegados de los niveles inferiores a la Asociación General usualmente son enviados para participar en el proceso.

La Asociación General es dirigida por un comité ejecutivo, a cuya cabeza hay un Presidente. La Sesión de la Asociación General es una reunión que se lleva a cabo cada cinco años, durante la cual el comité ejecutivo y los oficiales son elegidos a través de comisiones de nombramiento. La más reciente sesión se celebró en Atlanta, Georgia, Estados Unidos en el año 2010, en la cual se eligió a Ted N. C. Wilson como presidente de la Asociación General. La próxima sesión tendrá lugar en San Antonio (Texas), en julio de 2015.

## Listado de presidentes de la Asociación General
Desde que el movimiento adventista se organizó oficialmente en 1863, asumiendo una estructura de cuerpo, con una administración eclesiástica definida, los hombres que fueron elegidos para presidir la Asociación General han sido los siguientes:
- 20 de mayo de 1863 - 17 de mayo de 1865: John Byington
- 17 de mayo de 1865 - 14 de mayo de 1867: James White
- 1867-1869: John Naevis Andrews
- 1869-1871: James White
- 1871-1874: George Ide Butler
- 1874-1880: James White
- 1880-1888: George Ide Butler
- 1888-1897: Ole Andres Olsen
- 1897-1901: George A. Irwin
- 1901-1922: Arthur G. Daniells
- 1922-1930: William Spicer
- 1930-1936: Charles H. Watson
- 1936-1950: James Lamar McElhany
- 1950-1954: William Henry Branson
- 1954-1966: Reuben Richard Figuhr
- 1966-1979: Robert H. Pierson
- 1979-1990: Neal C. Wilson
- 1990-1999: Robert S. Folkenberg
- 1999-2010: Jan Paulsen
- 2010-2025: Ted N. C. Wilson
- 2025-act.: Erton C. Köhler

## Reuniones oficiales

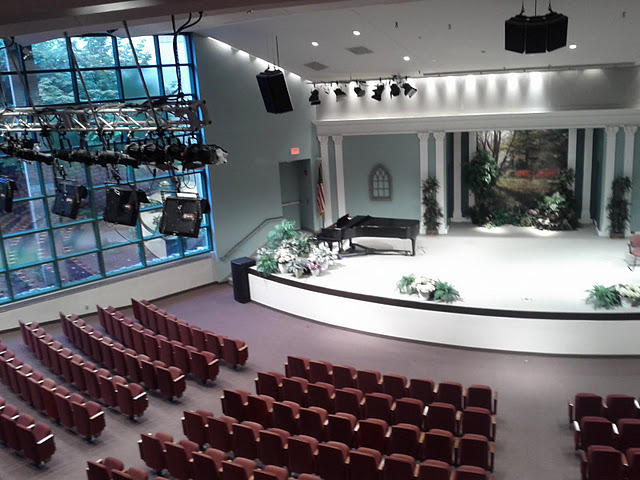
El Auditorio de la Asociación General es parte del edificio central in Silver Spring, Maryland, Estados Unidos

La Asociación General mantiene tres reuniones oficiales en las cuales los líderes de la iglesia de todo el mundo se reúnen para discutir las finanzas de la iglesia y resolver problemas internos.
La reunión de primavera se lleva a cabo cada mes de abril en los cuarteles mundiales para revisar el presupuesto y las finanzas de la iglesia.
El Concilio Anual se lleva a cabo la segunda semana de octubre en los cuarteles mundiales para revisar artículos de las políticas de la iglesia.
La Sesión de la Asociación General se celebra cada cinco años en una ciudad determinada para elegir a los líderes mundiales y discutir y votar las doctrinas y políticas de la iglesia.